# Estatua de Darío I

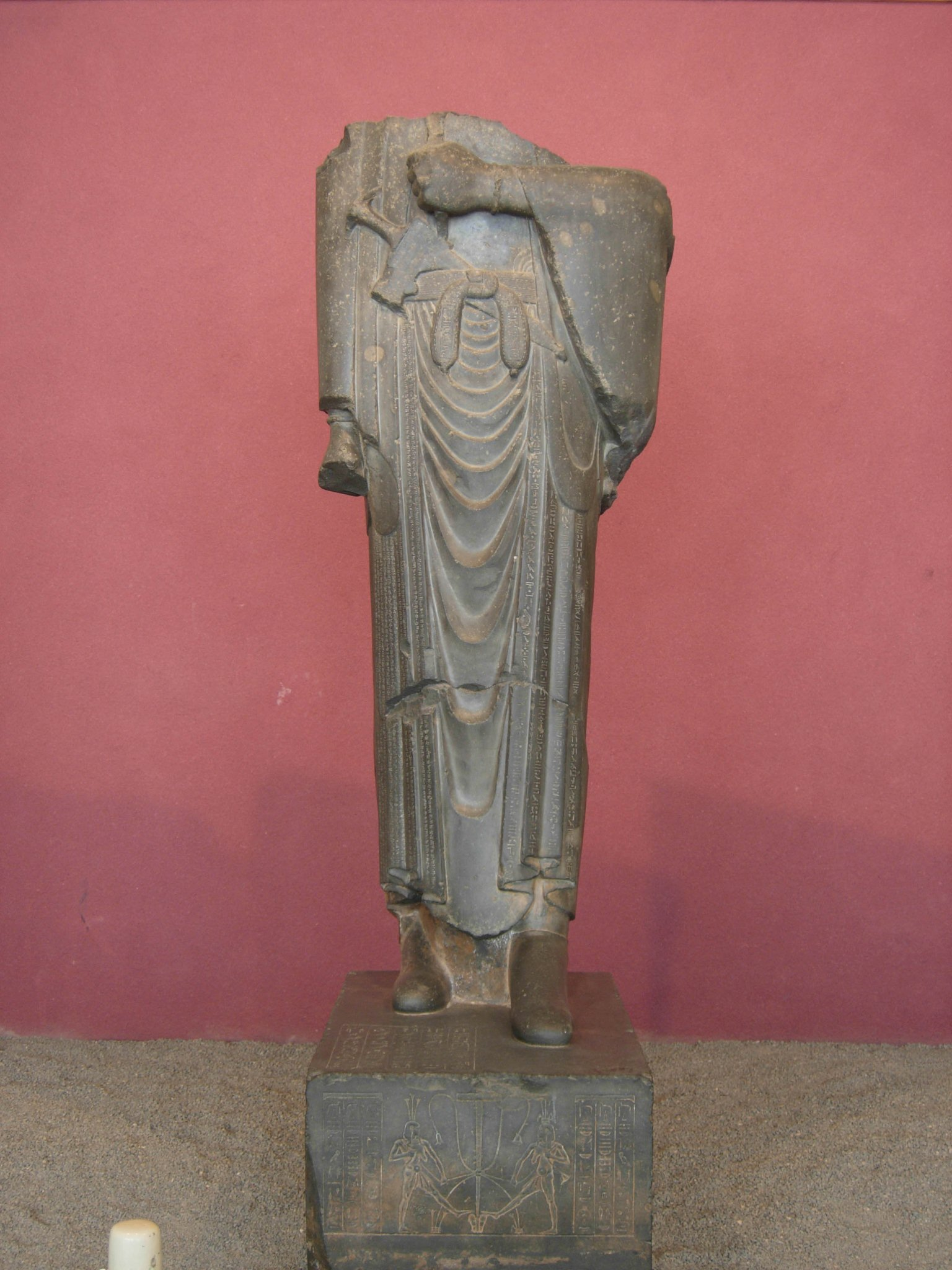
La estatua de frente.

La estatua de Darío I es una pieza arqueológica conservada en el Museo Nacional de Irán de Teherán.
Esta estatua que representa al rey persa Darío I fue descubierta en Susa en 1972, durante las excavaciones efectuadas en el palacio de Darío por un equipo franco-iraní dirigido por Jean Perrot; está ubicada en el museo nacional (antiguamente museo arqueológico) desde 1973. Es una de las escasas estatuas en bulto redondo de la época aqueménida representando a un soberano. Fue esculpida en Egipto y está decorada con jeroglíficos e inscripciones cuneiformes redactadas en persa antiguo, elamita y babilonio que especifican que representa a Darío el Grande.
La estatua es de piedra arenisca gris y mide hoy 2,46 metros. Tenía que medir aproximadamente 3,5 metros con la cabeza y parte superior, que no ha sido encontrada.

## Localización
La estatua fue hallada en el lado oeste de la puerta del palacio de Darío y estaba levantada antaño ante el flanco sur de la entrada. En el lado norte se levantaba probablemente una segunda estatua, en roca local, pero solo quedan algunos fragmentos descubiertos por Roland de Mecquenem en 1912-1913. La puerta marcaba la entrada al complejo palacial: la estatua era pues magnificada por la luz del amanecer.

## Descripción
El soberano lleva una túnica persa, similar a las que figuran en los bajorrelieves aqueménidas. Lleva un cinturón con una daga en su vaina remetida en el cinto. La vaina está decorada con hileras de toros alados. En la parte delantera del cinturón el nudo lleva el nombre de Darío en jeroglíficos egipcios. El brazo izquierdo está doblado sobre el pecho y originalmente sujetaba una flor de loto. Solo el tallo de la flor se ha conservado. El brazo derecho cae al lado del cuerpo. No se sabe lo que sujetaría en la diestra cerrada el soberano, que lleva en cada muñeca una fina pulsera.
Darío está de pie sobre un pedestal alto, sobre el cual se enumeran las veinticuatro provincias del Imperio persa. La lista está escrita también en jeroglíficos egipcios. Las provincias están representadas al estilo egipcio como hombres arrodillados que llevan la ropa de su nación. Sus brazos están levantados. Debajo de cada una de las provincias, un cartucho encierra el nombre de la provincia en jeroglífico.
El texto jeroglífico indica que la estatua había sido erigida en Pithôm, con el fin de atestiguar el poder de Darío en Egipto. No es seguro que hubiera sido seguidamente transferida a Susa, pero probablemente lo fue poco tiempo después de la muerte de Darío el Grande, por orden de Jerjes. Los textos trilingües cuneiformes fueron anotados in situ y traducidos por François Vallat.

## Datación

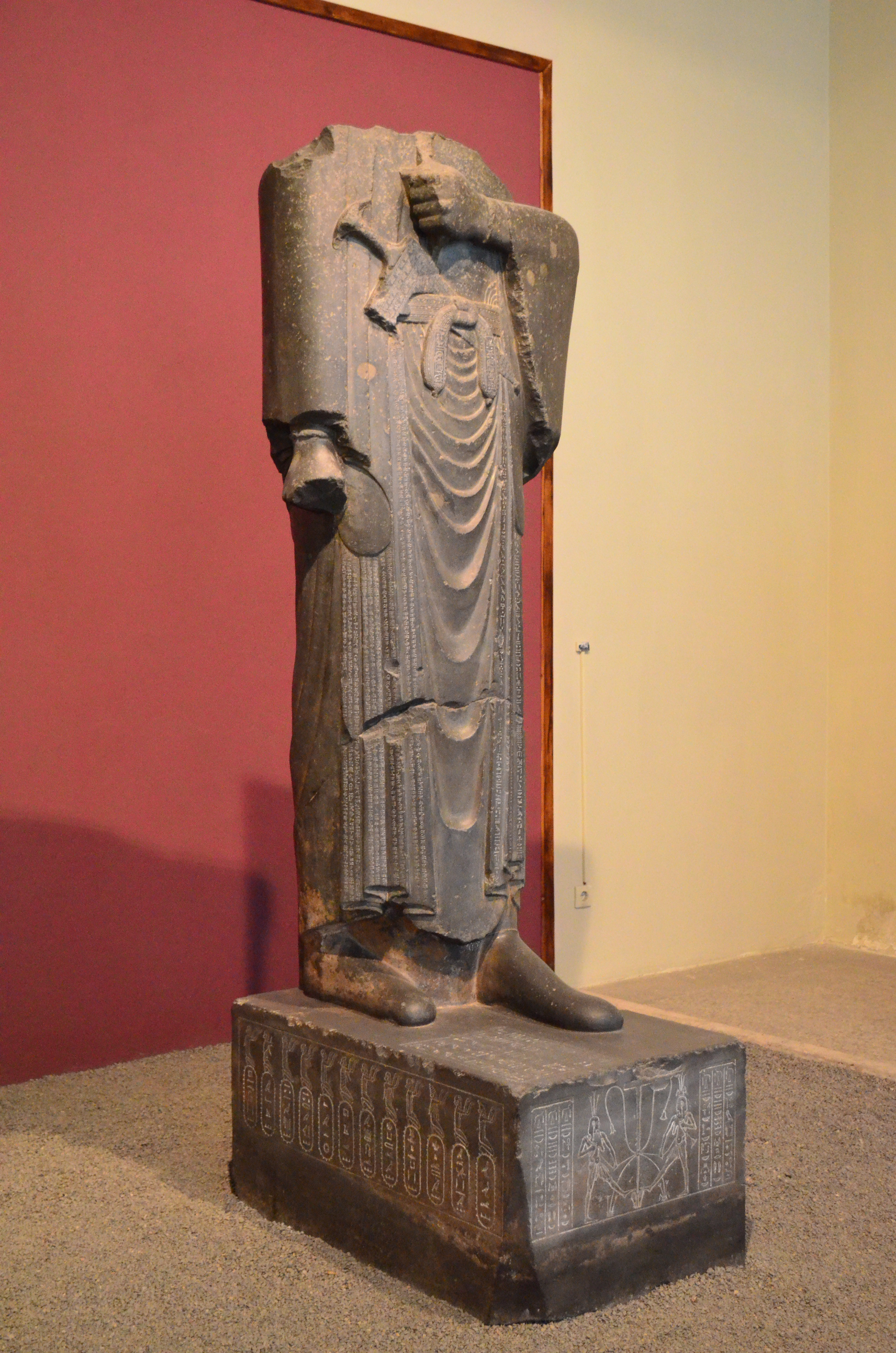
Vista de tres cuartos: los jeroglíficos y figuras grabados en el pedestal son bien visibles.

Según la inscripción jeroglífica del nombre de Darío, la obra puede ser datada en el último tercio de su reinado, entre 495 y 486 a. C. La piedra fue extraída del Uadi Hammamat, en Egipto. Las inscripciones permiten datar la expedición a por la piedra entre 496 y 492 a. C. Fue organizada por el escriba Khnoumibre, responsable de todas las expediciones desde Egipto a Persia.

## Fuente
- Esta obra contiene una traducción  derivada de «Statue des Dareios I.» de Wikipedia en alemán, concretamente de esta versión, publicada por sus editores bajo la Licencia de documentación libre de GNU y la Licencia Creative Commons Atribución-CompartirIgual 4.0 Internacional.

- Datos: Q15830712
- Multimedia: Statue of Darius I / Q15830712